# Il principe Azim
Il principe Azim (The Drum) è un film del 1938 diretto Zoltán Korda e interpretato da Raymond Massey, Valerie Hobson, Roger Livesey e Sabu. Fu uno dei primi technicolor britannici.
La pellicola è ispirata a un romanzo di A.E.W. Mason The Drum del 1938, venne adattata per il grande schermo da Lajos Biró, e per la sua realizzazione la produzione ringraziò l'aiuto fornito alla troupe dal mehtar (capo) di Chitral, la regione del dominio coloniale britannico ove il film venne in parte girato.
Il film fu candidato alla Coppa Mussolini al Festival di Venezia del 1938 come Migliore film straniero.

## Trama
All'epoca del dominio coloniale britannico in India, durante le guerre tribali. Il coraggioso principe Azim, fedele alla corona inglese, dopo essere stato scacciato dal trono dallo zio usurpatore, cerca di sventare un tentativo di sommossa contro gli inglesi, alleati di suo padre. Riesce ad avvertire, con il suono del tamburo, i suoi amici del tranello loro teso: potrà così sconfiggere lo zio con l'aiuto britannico e riprendere il titolo di cui è l'erede legittimo.

## Produzione
Il film fu prodotto dall'Alexander Korda Films e dalla London Film Productions.

## Distribuzione
Distribuito dall'United Artists Corporation, uscì nelle sale cinematografiche britanniche dopo una prima tenuta a Londra il 10 aprile 1938.
La distribuzione italiana avvenne a cura della Minerva Film.